# 小行星9303
小行星9303是一颗围绕太阳公转的小行星。1986年8月29日，亨利·德波鸿诺在拉西拉天文台发现了此天体。
这颗小行星的绝对星等为270.0929567609129等。